# City of Exeter
City of Exeter är ett distrikt (motsvarande kommun) i grevskapet Devon i England, Storbritannien. Distriktet har 134 939 invånare (2022).  Det omfattar staden Exeter och orten Topsham. 